# Casa da Cerca
A Casa da Cerca ou Palácio da Cerca é um palacete histórico situado em Almada, na atual freguesia de Almada, Cova da Piedade, Pragal e Cacilhas, no município de Almada.
A propriedade, Casa e terrenos adjacentes, foi adquirida pela Câmara Municipal em 1988. Recuperada e adaptada aos fins expositivos a que se destinava, com um programa delineado pelo seu primeiro director, o pintor Rogério Ribeiro, abriu ao público em 1993, como Casa da Cerca - Centro de Arte Contemporânea. A primeira exposição incidiu sobre um núcleo da obra de Amadeo de Souza-Cardoso.
A Casa da Cerca está classificada como Imóvel de Interesse Público desde 1996.

## Casa da Cerca - Centro de Arte Contemporânea
A Casa da Cerca - Centro de Arte Contemporânea é um centro de investigação e divulgação de arte contemporânea, com particular incidência no estudo da disciplina do Desenho, situado em Almada.
A divulgação do Desenho contemporâneo, em todas as suas vertentes, é, desde então, a sua principal função.

### Exposições e Investigação
Desde o início da sua história, a Casa da Cerca – Centro de Arte Contemporânea teve mantido nos seus objectivos a investigação e divulgação alargada da relevância do Desenho, na história, com particular incidência para o período contemporâneo.
Ao longo de vinte e um anos de actividade, a Casa da Cerca ofereceu já uma significativa diversidade de propostas expositivas, entre mostras individuais (105, até ao presente), coletivas e temáticas (39), tendo divulgado o trabalho de várias centenas de artistas nacionais e estrangeiros. Para conhecer essas exposições, assistir a conferências, debates e cursos livres e também para visitar o jardim e frequentar as festas anuais e outros eventos culturais, passaram pela Casa cerca de 220.000 visitantes, dos quais cerca de 32.000 estudantes, de todos os níveis de ensino , e de todo o país (e mesmo alguns estrangeiros, em programas de cooperação) que participaram em actividades pedagógicas (visitas orientadas e/ou oficinas).

### Centro de Documentação e Investigação Mestre Rogério Ribeiro
A criação do núcleo embrionário do atual Centro de Documentação especializado em Desenho e em artistas portugueses contemporâneos (e dirigido a investigadores) teve como corolário a sua abertura ao público em 2008.
Tendo vindo a crescer sobretudo através de uma política de permutas e de doações de arquivos e bibliotecas pessoais de artistas, o Centro de Documentação e Investigação Mestre Rogério Ribeiro conta já com 15.300 títulos.

### O Serviço Educativo
Formalmente organizado em 1997, o Serviço Educativo (SE) tem um projecto muito abrangente, oferecendo uma componente pedagógica/lúdica, permitindo aos mais jovens um primeiro contacto com actividades plásticas de carácter criativo. A partir de 1998, o SE começa a propor programas relacionados com as exposições, oferecendo propostas para visitantes a partir dos 3 anos e sem outro limite de idade.

### Comunicação
A Casa da Cerca conta com um site e uma newsletter, já com milhares de assinantes.
Além disso, todos os anos desde 2009, tem sido realizada anualmente uma Festa Casa e Jardins, num dia inteiro de atividades lúdicas e culturais (mercado Crafts e Design, Piquenique, Manta de Livros, Oficinas plásticas para todas as idades, visitas orientadas às exposições patentes e ao jardim, música, teatro, massagens relaxantes, Ioga, Tai-chi, etc.), o que tem contribuído de modo muito eficaz para a divulgação da instituição.

## O Chão das Artes-Jardim Botânico
Em Junho de 2001, foi inaugurado o Chão das Artes – Jardim Botânico. Iniciativa pioneira na especificidade da articulação das vertentes científica e artística, foi concretizada num projeto inspirado no jardim tradicional português de quinta de recreio (origem da Casa da Cerca) que, além da estufa e anfiteatro de ar livre, se organiza em seis áreas estruturantes, nas quais crescem plantas cujos componentes originam materiais usados nas artes plásticas.
O Jardim encontra-se dividido nas seguintes áreas: o Jardim dos Pigmentos (no qual crescem espécies de cujas flores, folhas ou rizomas se obtêm pigmentos); o Pomar das Gomas (onde árvores de fruto, essencialmente do género Prunus, produzem as gomas utilizadas na pintura); o Jardim dos Pintores (em cujos canteiros todos os anos se homenageia um pintor); o Jardim dos Óleos (onde se encontra rosmaninho, alecrim, alfazema, papoilas, linho e mais espécies produtoras de óleos usados na pintura); o Jardim das Telas (com espécies como o linho e o algodão) e a Mata (dedicada às madeiras para escultura ou suporte de retábulos, e às terebintinas e aos vernizes). Além destes núcleos estruturais, há ainda uma charca e tanques onde crescem papiros e outras plantas das quais se faz papel (para o papel, existe também uma larga zona de bambu).

Sobre a História da Casa e da sua envolvente está em curso uma investigação. Esta quinta foi propriedade das famílias Barata-Feyo e Teotónio Pereira.

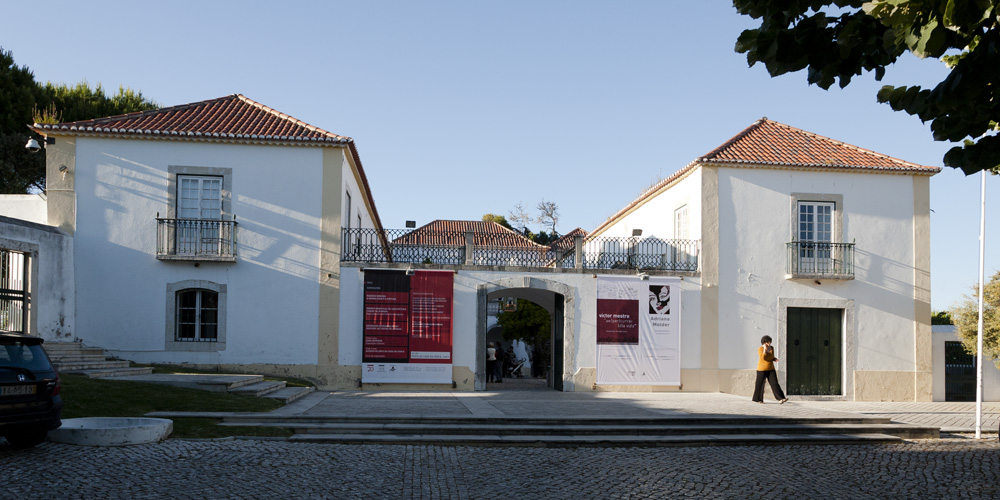
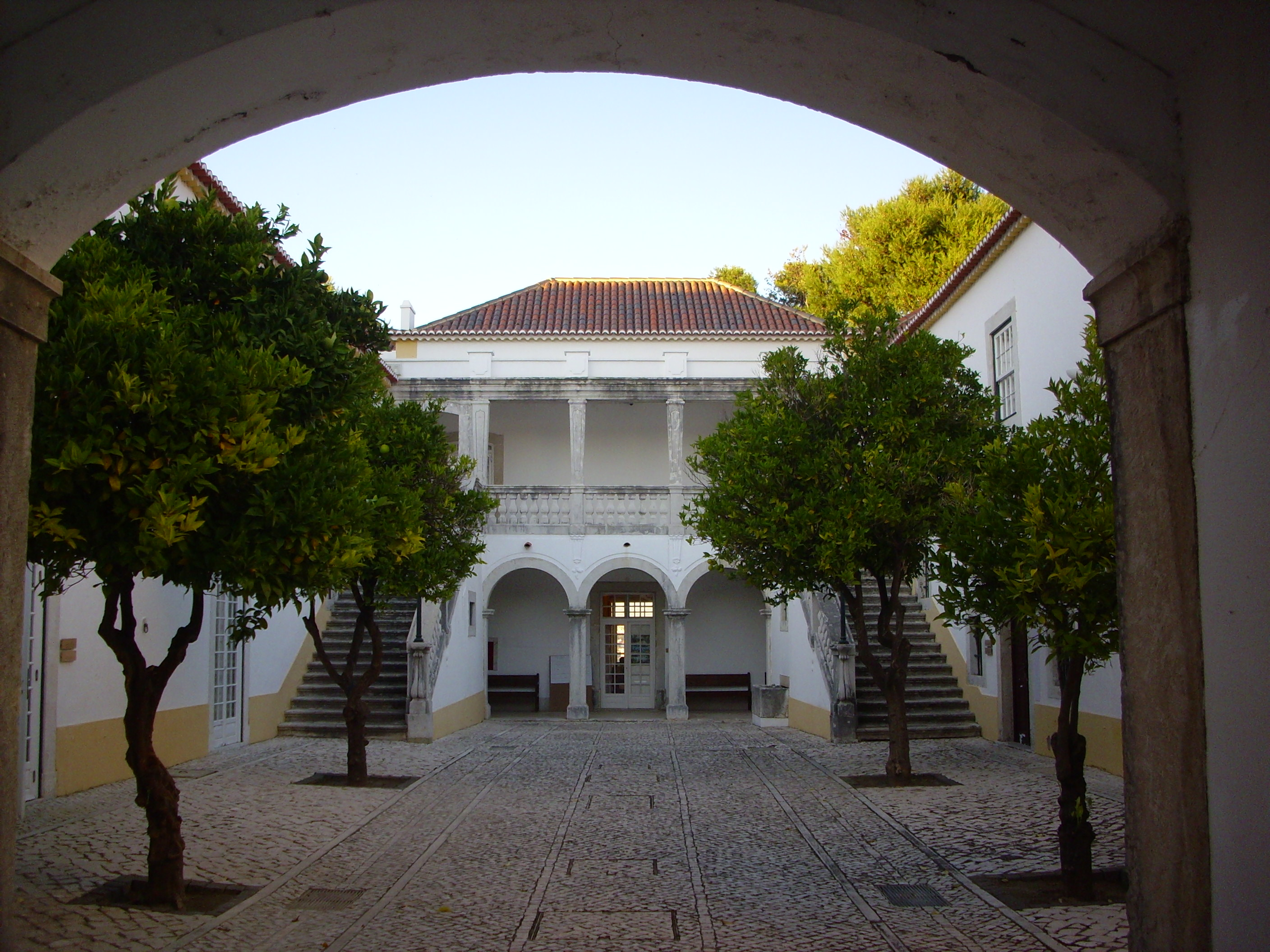
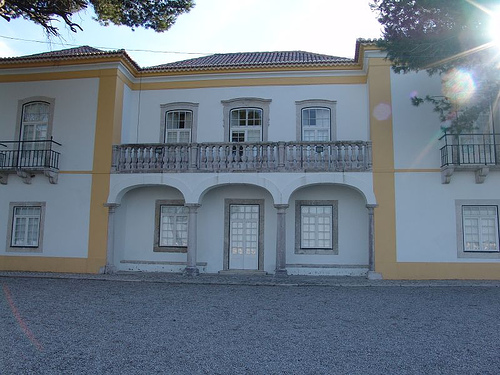